# Saint-Paul (Lyon)
Pour les articles homonymes, voir Saint-Paul.
Saint-Paul est un quartier situé dans le 5e arrondissement de la ville de Lyon (France) dont le nom est donné par le vocable de l'église paroissiale. Situé dans le périmètre sauvegardé inscrit au patrimoine mondial par l'UNESCO, il constitue une des trois paroisses du Vieux Lyon, cœur historique de Lyon. Le quartier est principalement desservi par la ligne de trolleybus C3 des transports en commun lyonnais (TCL) et par la gare SNCF du même nom.

## Histoire
L'activité financière importante conduisit les autorités à faire construire en 1653 la Loge du change sur la place du Change qui devint par la suite, après la Révolution française, le Temple du Change affecté au culte protestant. À la Révolution, disparut l'inscription qui ornait le fronton, libellée ainsi : Virtute duce comitate fortuna - la vertu comme guide, la fortune comme compagne - dédicace de Cicéron à Lucius Munatius Plancus, fondateur de Lugdunum.
Ce quartier subit une importante mutation à la fin du XIXe siècle avec la construction de la gare Saint-Paul. De nombreux immeubles anciens furent détruits avec le percement de la rue Octavio-Mey puis la construction du palais Bondy et du Collège Hôtel.

## Lieux d'intérêt

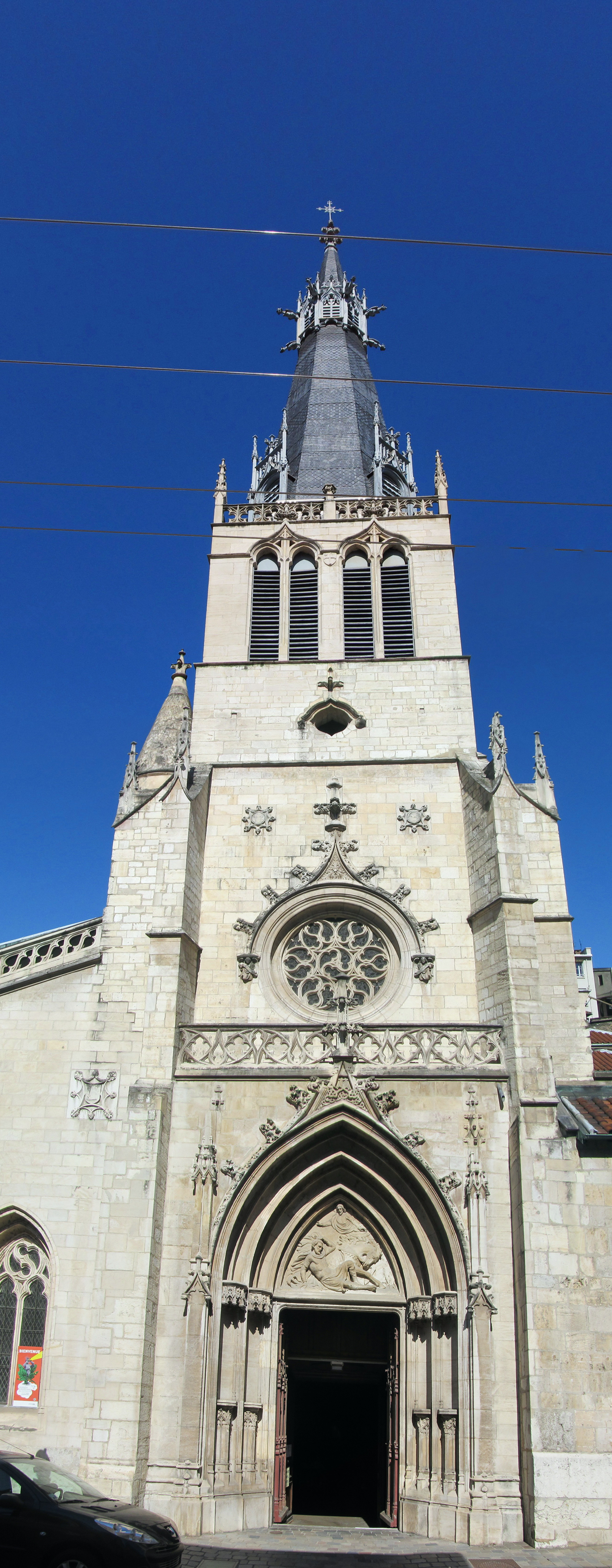
Façade de l'église Saint-Paul.

- Parmi ses édifices remarquables on trouve l'église Saint-Paul, de nombreuses traboules ainsi que de nombreux immeubles remarquables, entre autres situés sur les rues Lainerie, Juiverie parmi lesquels on trouve :
- l'hôtel de Bullioud de l'architecte Philibert Delorme, daté de 1536, rue Juiverie.
- La Place du Change : Elle occupe une position stratégique entre la rue Lainerie, la rue de Gadagne et les quais donnant accès au quartier (quai de Bondy et quai Romain Rolland). Nommée place de la Draperie jusque vers 1300, elle fut ensuite la place des Tables de changes, étant les sièges des changeurs qui donnaient le cours des monnaies étrangères, surtout lors des foires importantes qui se tenaient alors dans la ville de Lyon. Elle subit de grandes modifications à la fin du XVIe siècle, en particulier sous le règne de Henri III de France. Toujours sur la place, au numéro 2 se trouve une demeure remarquable, La maison Thomassin, riche famille de drapiers qui en devint propriétaire en 1388. La façade de l'édifice fut remaniée au XVe siècle

À noter les traboules :
- du 5 rue Octavio-Mey au 4 de la rue de l'Angile ;
- du 3 place Saint-Paul au 5 de la rue Juiverie ;
- du 2 place du gouvernement au 10 du quai Romain-Rolland ;
- du 11 quai Romain-Rolland au 4 de la rue de la Baleine.

## Galerie

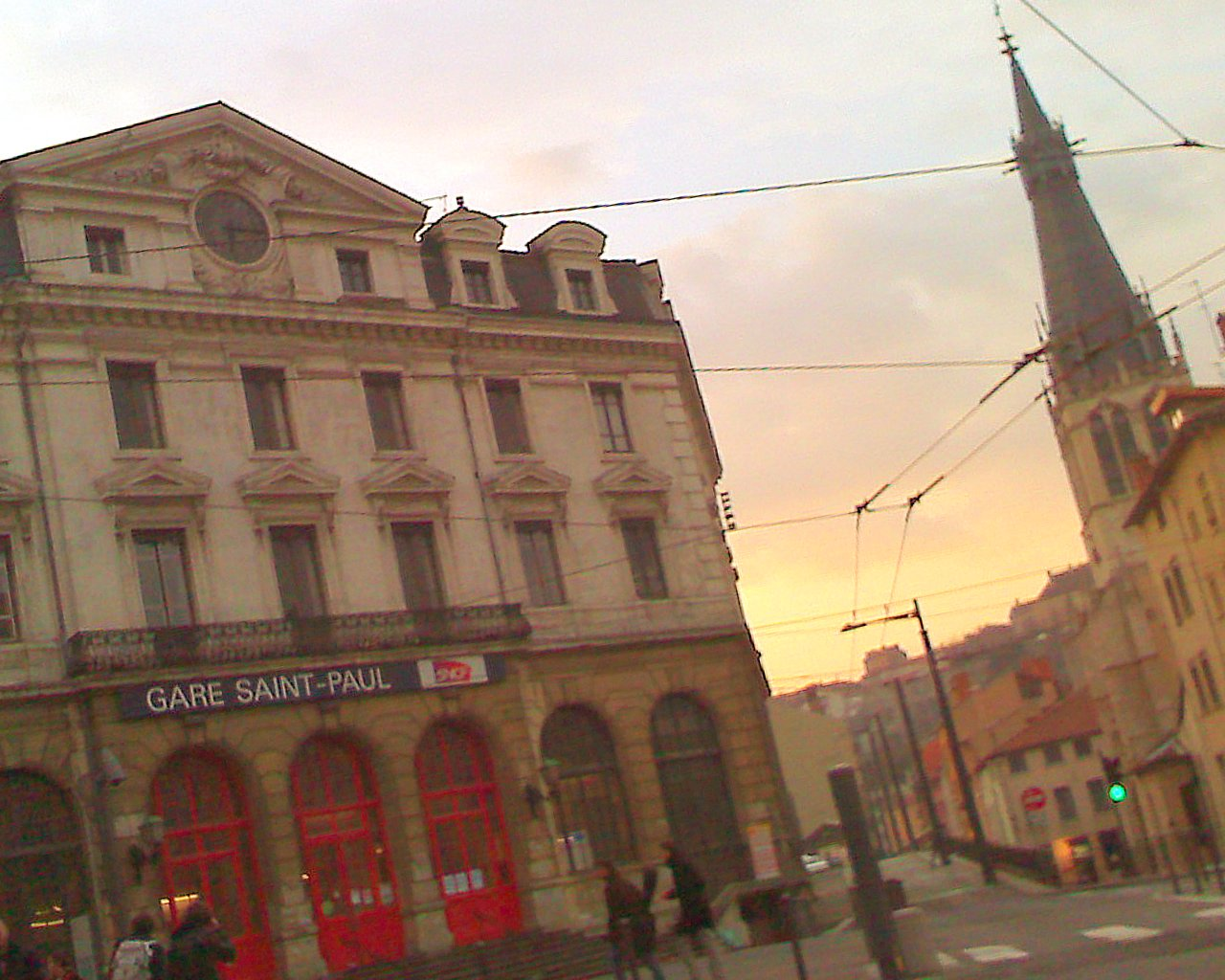
Gare Saint-Paul et l'église du même nom
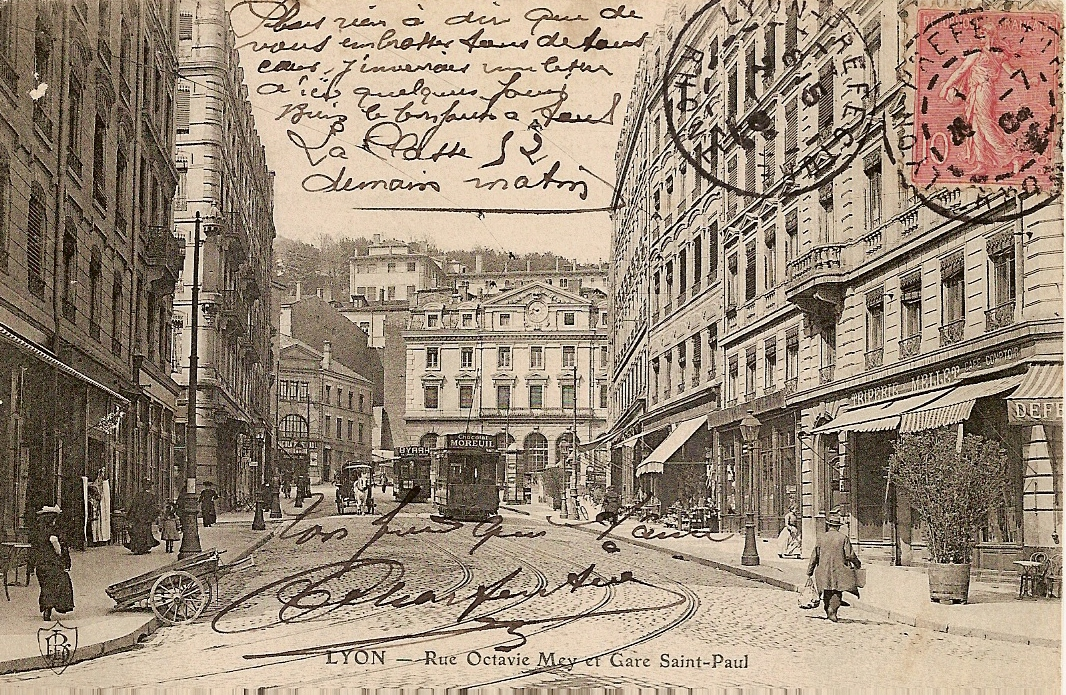
La rue Octavio-Mey et la gare vers 1904
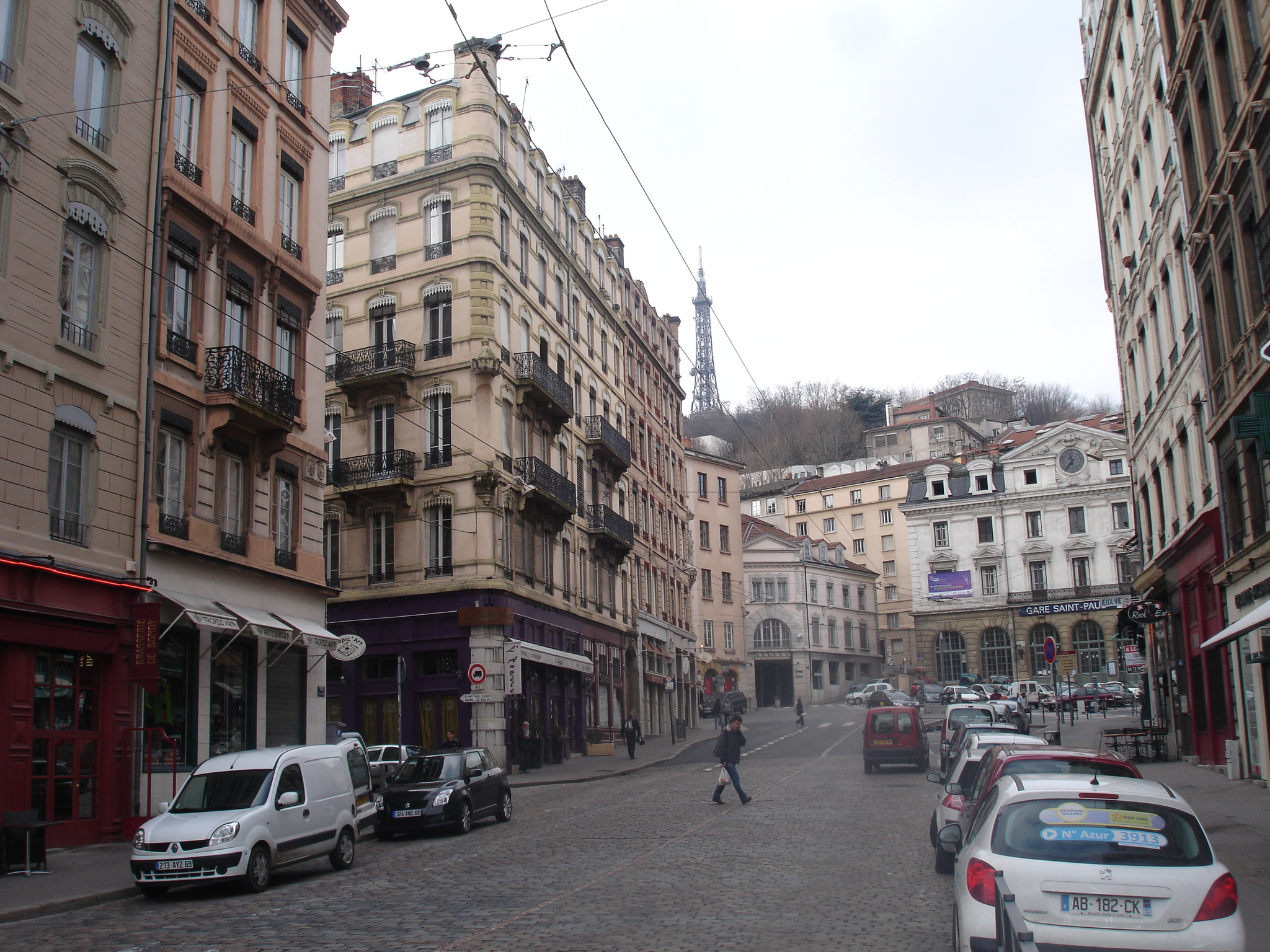
La rue Octavio-Mey et la gare en 2010
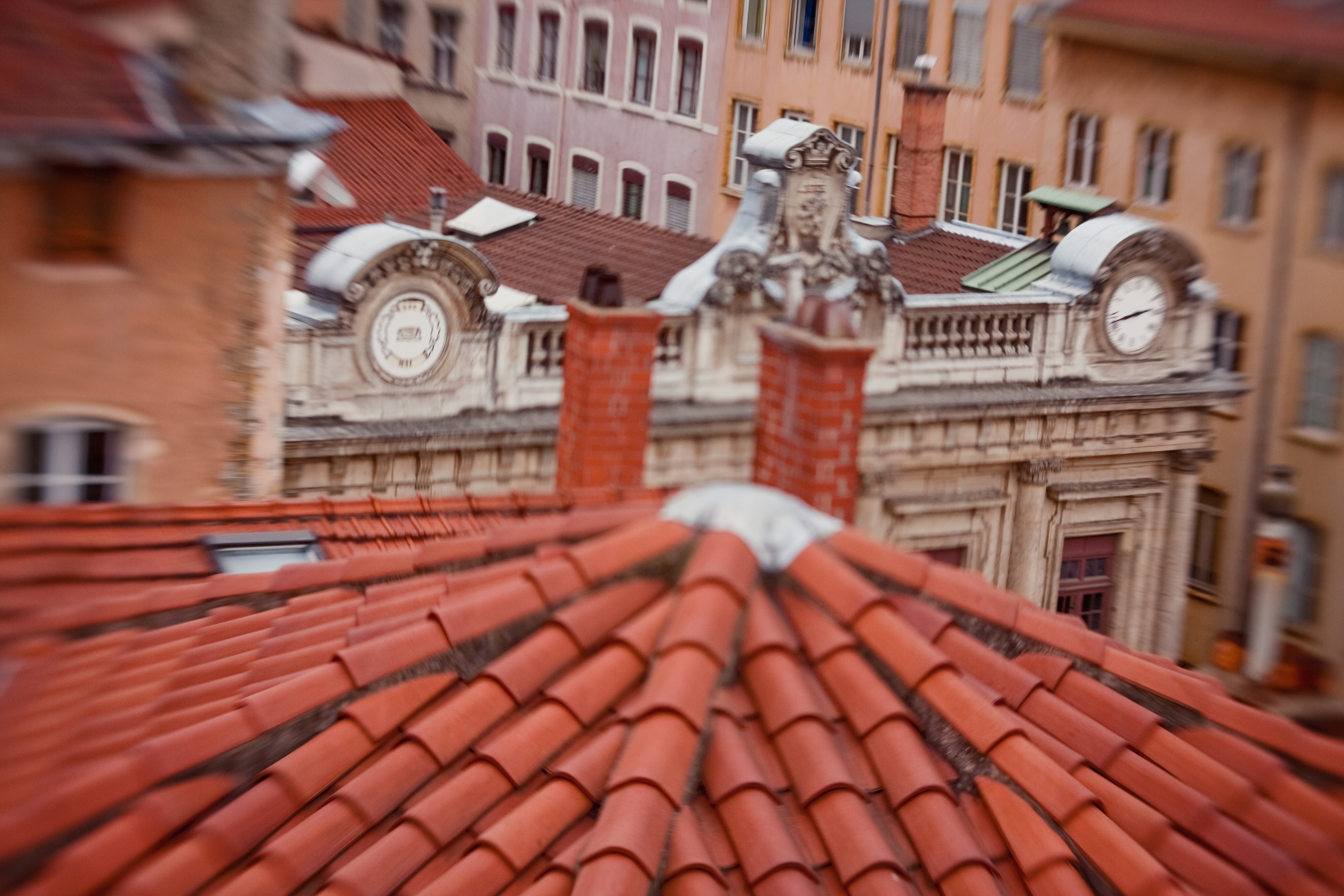
Le temple du Change avec ses cloches, vu d'un toit Quai Romain Rolland